# ヤブレベニタケ
ヤブレベニタケ（学名 Russula rosacea）はベニタケ属のキノコの一種。別名をアカフチベニタケと言う。

## 形態
かさは直径5-10 cmで、裏のひだと柄はクリーム白色。幼時はまんじゅう型で、成長すると開いて平らになる。
表面は赤色で微粉状、表皮が不規則にひび割れてモザイク模様をあらわすこともある。成熟するとかさの周縁部が裂け、名前の通りかさが破れていく。
本種の特徴として、かさのふちで表面の赤色が裏側のひだにつながっている。

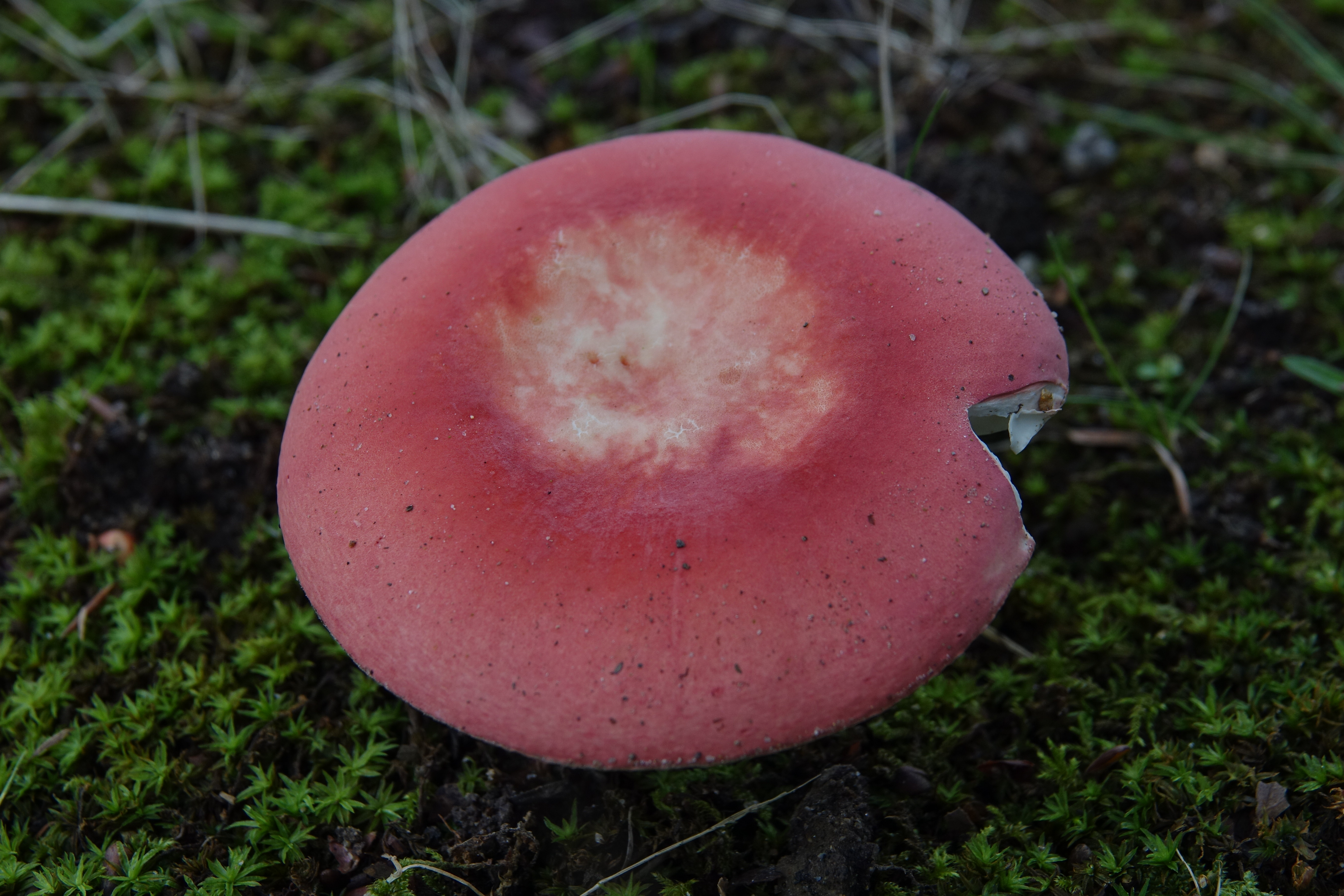
ヤブレベニタケのかさ
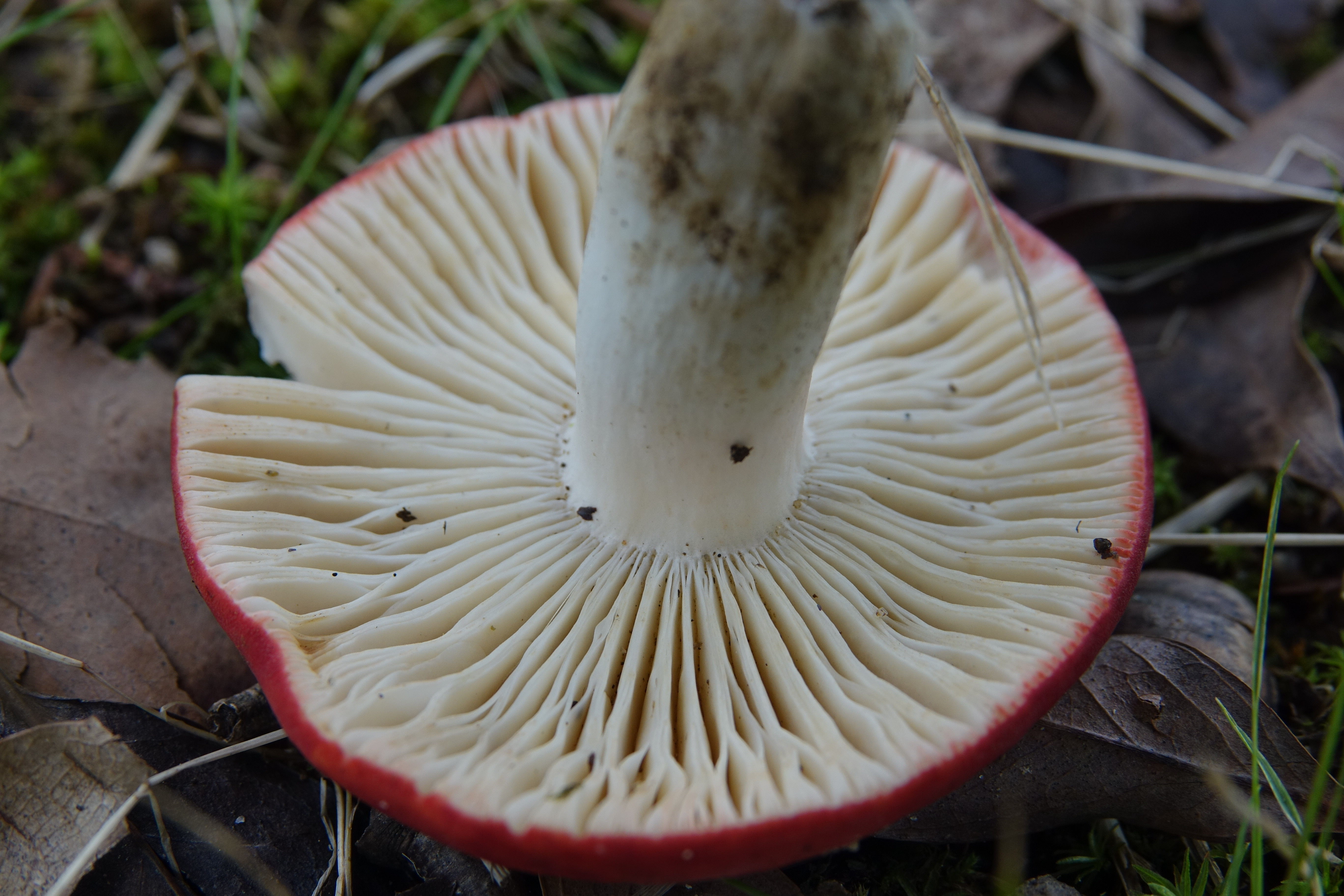
ひだと柄
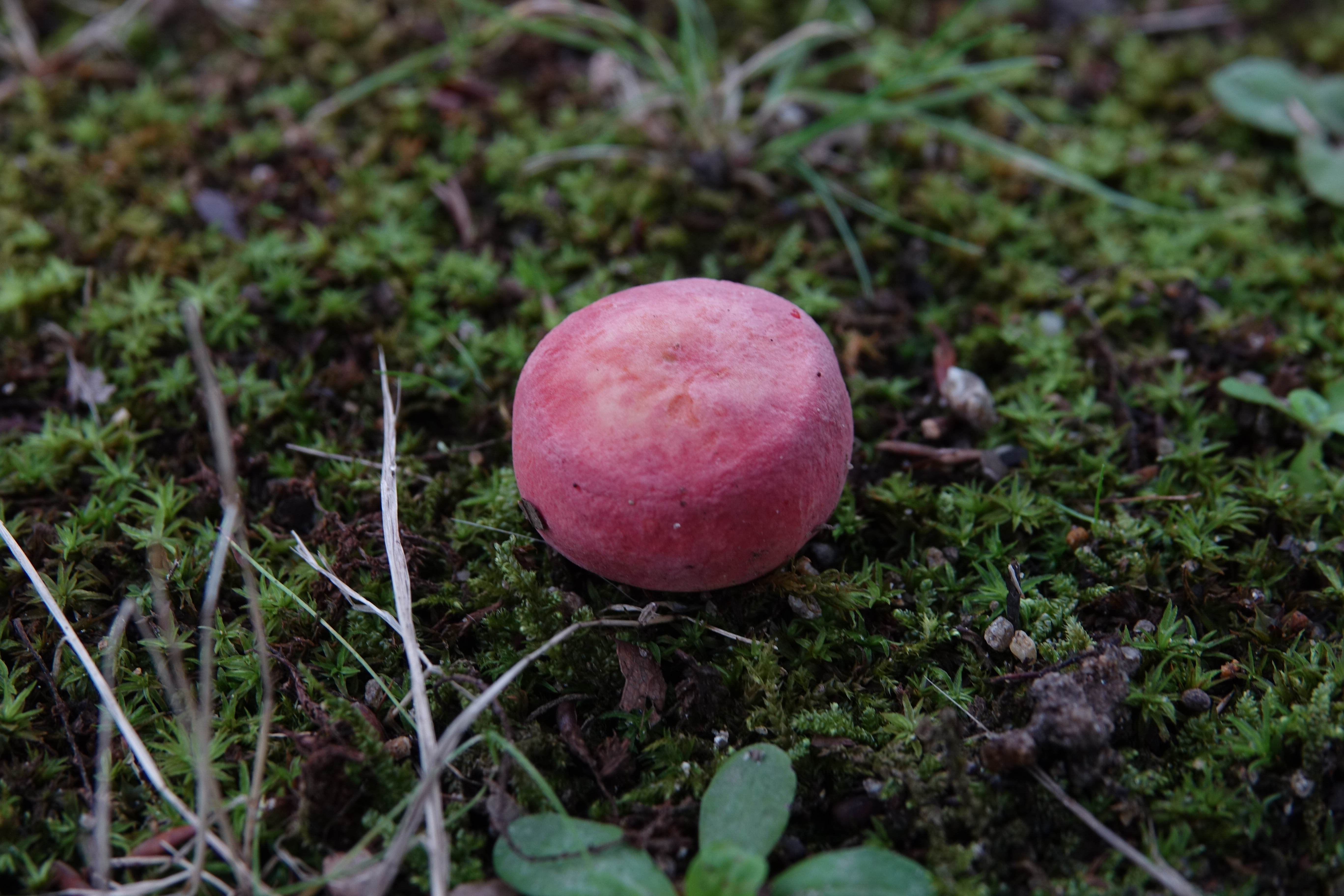
ヤブレベニタケの幼菌
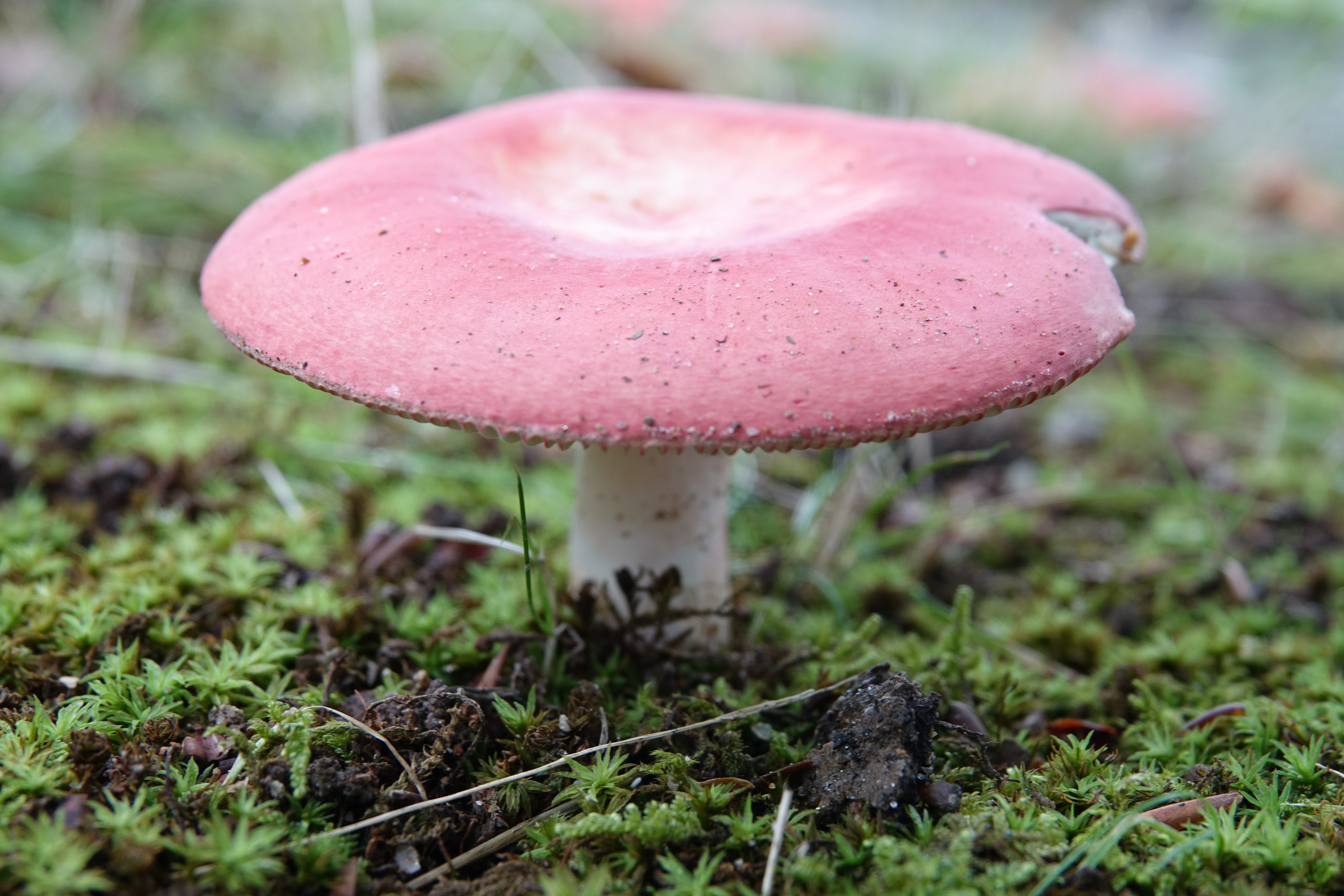
ヤブレベニタケのかさの特徴的なふち

## 生態と分布

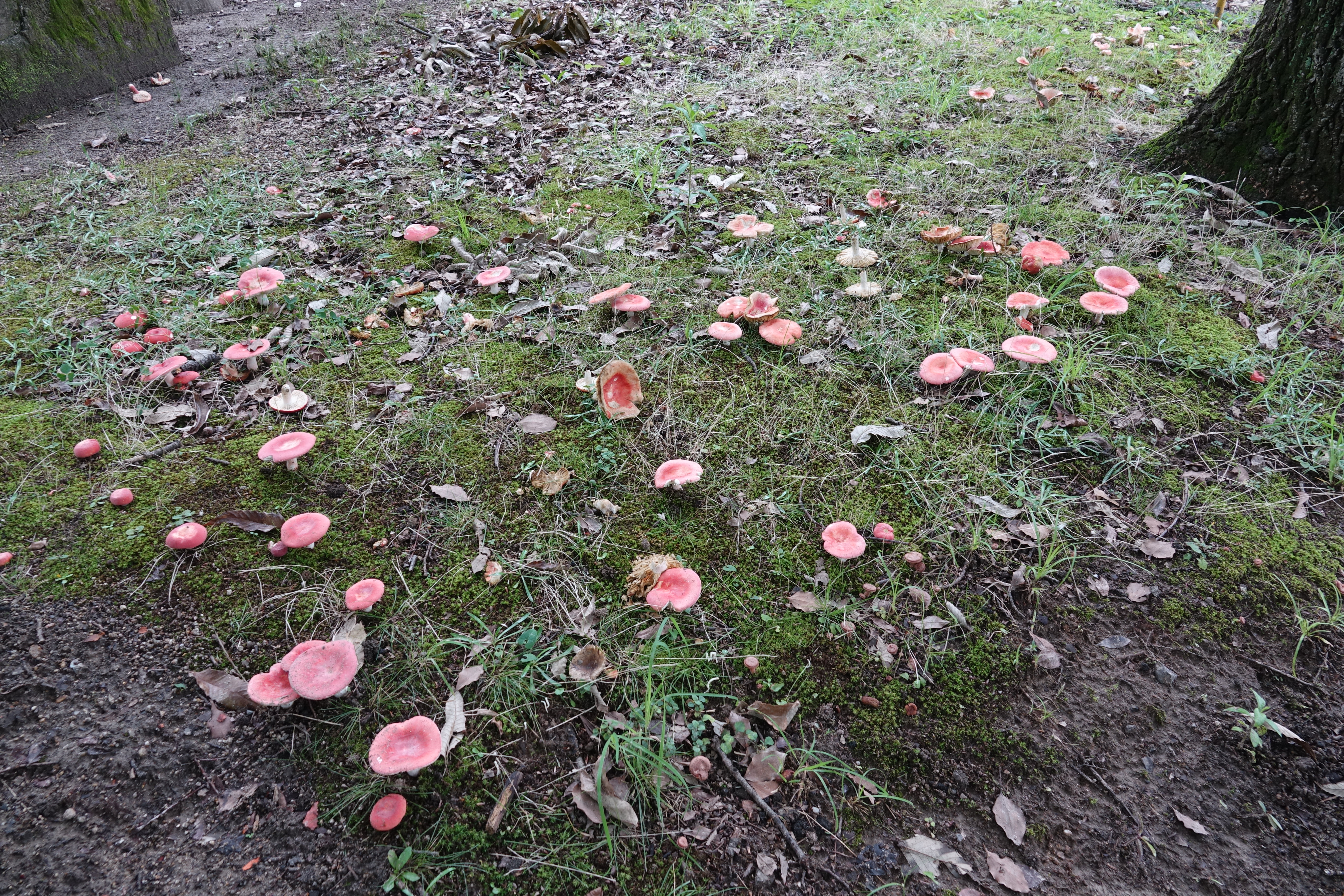
群生するヤブレベニタケ

夏から秋にかけて、コナラ属・カバノキ属・ブナ属などの落葉広葉樹の林内地上で採集されることが多い。ときにはマツ属・モミ属・トウヒ属などの樹木の下にも発生する。これらの樹木の生きた細根との間に、外生菌根を形成して生活しており、群生することが多い。
北半球温帯地方に広く分布し、日本でも、低地の公園林など各地で比較的普通に見出される。
無毒であり食用とする文献や、食毒不明とする文献が存在するが、毒ではない可能性が高い。
ドクベニタケと非常によく似ており、安易に食べることは推奨されない。